# Alderson
Alderson település az Amerikai Egyesült Államok Nyugat-Virginia államában, Greenbrier megyében. Lakosainak száma 975 fő (2020. április 1.).

## Közlekedés
A települést érinti az Amtrak egyik távolsági vasúti járata is, a Cardinal.

## Népesség
A település népességének változása:

| 2010 | 1 184 |
| 2020 | 975   |